# Kambei Mori
Kambei Mori  ou Mōri Kambei (毛利 勘兵衛) ,  também conhecido como Mōri Kambei Shigeyoshi  Mōri Shigeyoshi (毛利 重能) ,  foi um matemático japonês do período Edo . 

## Vida e história
Algumas fontes do século 16 sugerem que Mori estudou na China, mas essas afirmações são inconclusivas ou rejeitadas pelos historiadores.  O que é um fato comprovado é que ele fundou uma escola em Kyoto e escreveu vários livros influentes e amplamente discutidos que falavam sobre aritmética e do uso do ábaco . 
Um de seus alunos foi Yoshida Mitsuyoshi, autor de Jinkōki , o texto mais antigo matemático japonês sobrevivente. 

## Trabalhos selecionados
Em uma visão geral estatística derivada de escritos de e sobre Kambei Mori, OCLC / WorldCat abrange 2 obras em 3 publicações em 1 idioma e 5 acervos de biblioteca. 
- Warisansho (割算書) OCLC 026976775, written division

- Sangaku, o costume de apresentar problemas matemáticos, esculpidos em tábuas de madeira, ao público em santuários xintoístas
- Soroban, um ábaco japonês
- Matemática japonesa